# NGC 4819
NGC 4819 este o liner situată în constelația Părul Berenicei. A fost descoperită în 6 aprilie 1785 de către William Herschel. Se află la o distanță de 95 de megaparseci de Pământ.